# Highwaymen (película)
Highwaymen es una película del año 2003, dirigida por Robert Harmon, y protagonizada por Jim Caviezel y Rhona Mitra, y aparece Frankie Faison y Colm Feore. La banda sonora está compuesta por Mark Isham.

## Trama
Rennie Cray se embarca en una venganza por la muerte de su esposa, quien fue asesinada por un asesino en serie conocido como Fargo.

## Elenco
- James Caviezel como James 'Rennie' Cray.
- Rhona Mitra como Molly Poole.
- Frankie Faison como Will Macklin.
- Colm Feore como Fargo.
- Gordon Currie como Ray Boone.
- Andrea Roth como Alexandra Farrow.
- Noam Jenkins como Kelt.
- Toby Proctor como Rookie.
- James Kee
- Guylaine St-Onge como Olivia Cray.
- Joe Pingue como Mecánico de pelo largo.
- Martin Roach como Detective.